# SS Richard With
Le SS Richard With est un navire à vapeur appartenant à la compagnie maritime norvégienne Vesteraalens Dampskibsselskab, qui transportent des passagers et des marchandises sur le Hurtigruten, le long de la côte norvégienne de 1909 à 1941.
Le 13 septembre 1941, le Richard With est coulé au large de Rolvsøy sur la côte de la province norvégienne du Finnmark, au nord, par le sous-marin britannique HMS Tigris, causant la mort de 99 personnes (28 membres d'équipage et 71 passagers).

## Histoire
Navire à vapeur de 905 GRT construit au chantier naval Trondhjems mekaniske Værksted (TMV) à Trondheim, il est lancé le 24 juin 1909. Selon la valeur monétaire de l'époque, sa construction a coûté 398 000 couronnes norvégiennes. La quille a été posée en 1907, mais en raison d'une grève, le navire n'est achevé et remis à ses propriétaires qu'en juin 1909. Le bateau mesure 62,5 mètres de long et 8,8 mètres de large et a un tirant d'eau de 4,9 mètres. Les espaces publics et les logements des passagers sont confortables ; Le navire dispose d'une salle à manger pour 60 invités, d'un fumoir, d'une salle de musique, d'un salon pour dames et d'un bureau de poste. Le Richard With peut transporter un total de 300 passagers. Sa machine à vapeur à triple expansion atteint une puissance de 1 066 PSi et aide le navire à atteindre une vitesse de croisière maximale de 13 nœuds.
Le navire est construit pour la compagnie maritime norvégienne Vesteraalens Dampskibsselskab, fondée en 1881 par le capitaine et armateur Richard With, qui est à l'origine basée à Stokmarknes. Stokmarknes est également le port d'attache du Richard With. Il est le premier navire à porter le nom du fondateur de la compagnie maritime. Le Richard With est construit pour la route Trondheim-Tromsø afin de remplacer l'ancien bateau à vapeur Vesterålen. En 1911, il est placé sur la route Bergen – Vadsø et en 1914 sur la route Bergen – Kirkenes.
Le 23 février 1913, le Richard With s'échoue près de Gibostad dans le Gisund sur la côte de Troms, puis est réparé. Le 8 juillet 1919, il heurte un skerry au large d'Austrheim et doit être remorqué par le navire de sauvetage Jason. Après les réparations, il est replacer sur le Hurtigruten. Le 18 août 1938, le navire perd son hélice sur la côte est du Finnmark et doit être remorqué de Honningsvåg à Trondheim.
Le déclenchement de la Seconde Guerre mondiale en septembre 1939 a un impact significatif sur le transport maritime Hurtigruten. Entre autres choses, le nombre de départs est réduit. Le Richard With est mis hors service à l'automne 1939. Après l'invasion de la Norvège par la Wehrmacht allemande en mai 1940, toutes les traversées Hurtigruten sont temporairement suspendues. Peu de temps après, la circulation reprend, quoique sous une forme restreinte.
Le 5 mai 1940, le Richard With, sous le commandement du capitaine Olav Isachsen, est en route vers Harstad lorsqu'il est attaqué par des avions allemands avec des bombes et des mitrailleuses. Il se retrouve bloquée dans le Solbergfjord (en) près de Sørreisa. Tous les passagers et l'équipage sont secourus et récupérés par les navires Bjarkov et Clio puis ramenés à terre. Le Clio, un paquebot de 556 tonnes appartenant à la compagnie maritime Det Bergenske Dampskibsselskab (en), remorque ensuite le navire jusqu'à Finnsnes dans le Gisund. Puisqu'il s'avère que les moteurs sont en grande partie intacts, il continue son voyage vers Tromsø par ses propres moyens. Le navire est alors occasionnellement utilisé par la Wehrmacht comme transport de troupes.
Le samedi 13 septembre 1941, le Richard With fait route vers le sud entre Honningsvåg et Hammerfest sur la côte du Finnmark. Il y a à bord 87 passagers et 43 membres d'équipage, dont deux pilotes et plusieurs postiers. Les 130 personnes à bord sont presque toutes des civils norvégiens. Le navire est sous le commandement du capitaine Kristian Dahl Knudsen. Au large de l'île de Rolvsøy, à environ onze milles marins d'Hammerfest, le navire est attaqué vers 11 heures par le Tigris, un sous-marin de classe Triton de la Royal Navy. La première torpille rate sa cible, mais la seconde touche le navire en son centre. Le paquebot coule en seulement 50 secondes.
Le cotre de pêche Skolpen qui a vu le Richard With couler, arrive sur les lieux de l'accident 15 minutes plus tard. Le Skolpen ne peut sauver que 31 personnes. 28 membres d'équipage, dont sept femmes, et 71 passagers ont été tués.